# Sarah Emma Edmonds
Pour les articles homonymes, voir Edmonds.
Sarah Emma Edmonds, née en décembre 1841 et morte le 5 septembre 1898, est une femme née au Canada connue pour avoir servi en tant qu'homme dans l'armée de l'Union pendant la guerre de Sécession américaine. Ses mémoires sont publiés en 1864 et 1865, connus sous le titre Nurse, Soldier, and Spy. En 1992, son nom est inscrit au Panthéon des femmes du Michigan.

## Avant la guerre
Sarah Emma Edmonds, née en décembre 1841 est la benjamine d'une famille de six enfants. Elle vit dans la ferme parentale jusqu'à ce que son père lui annonce son intention de la marier de force avec un homme plus âgé qu'elle. Elle s'enfuit alors du domicile familial, se travestit pour pouvoir voyager plus facilement, et émigre vers Flint (Michigan) en 1860. Cette fuite dans l'aventure lui a été suscitée par le livre Fanny Campbell, the Female Pirate Captain (en), de Maturin Murray Ballou (en), livre qui conte l'histoire d'une femme travestie en homme et qui vit des aventures sur un bateau de pirates.

## Guerre de Sécession
La guerre de Sécession débute et elle estime qu'il est de son devoir de servir son pays d'adoption. Travestie en homme, elle réussit à s'enrôler dans le régiment Flint Union Grays (future Compagnie F du second bataillon d’infanterie du Michigan), grâce à l'absence de contrôle médical poussé à l'époque,. Sous le nom de « Franklin Flint Thompson », elle sert dans les rangs de l'Union d'abord comme infirmier. À ce poste, elle dit avoir participé à plusieurs campagnes du général McClellan, dont la première et la seconde bataille de Bull Run, Antietam, la campagne de la Péninsule, Vicksburg, et d'autres. Cependant, les historiens estiment aujourd'hui qu'elle ne peut pas avoir été à tous ces endroits différents en même temps. Par exemple, Judith E. Harper explique que « bien que ses mémoires de ses exploits contiennent des événements exagérés et fictifs, ses services en tant que soldat et infirmière ont été amplement authentifiés ». En avril 1862, elle participe au service de la poste de son régiment.
Bien qu'il n'existe aucune preuve dans ses dossiers militaires qu'elle ait servi comme espion, elle relate beaucoup de faits d'espionnage dans son journal, écrivant avoir pris de nombreux déguisements pour passer inaperçue,. Elle affirme que sa carrière militaire a pris un tournant lorsqu'un qu'un ami, James Vesey, est tué dans une embuscade. Apprenant qu'un espion de l'Union a été arrêté et exécuté à Richmond (Virginie), elle demande à remplacer l'espion abattu, espérant pouvoir venger la mort de son ami. Ainsi, elle raconte avoir parcouru la Confédération déguisée en un homme noir, sous le nom de Cuff, ou comme colporteuse irlandaise, sous le nom de Bridget O'Shea, vendant des pommes et du savon aux soldats. Puis elle écrit avoir travaillé comme lavandière noire pour l'armée de la Confédération et avoir pu ainsi découvrir dans la poche d'une veste d'officier une liasse de documents très appréciés par ses supérieurs. Egalement, elle dit avoir démasqué un agent de la Confédération en place dans le Maryland, alors qu'elle est devenue un détective nommé Charles Mayberry.
Mais elle est obligée de quitter l'armée avant la fin de la guerre, à cause du paludisme contracté pendant son service. Ne pouvant pas se faire soigner dans un hôpital militaire sans que ne soit découverte son imposture, elle est obligée d'aller se faire soigner dans un hôpital civil. À sa sortie, elle constate que l'armée recherche Franklin Thompson pour désertion. Ne voulant pas prendre le risque de réintégrer les rangs sous un autre nom (si découverte, elle risque le peloton d'exécution), elle décide d'aller s'employer comme infirmière dans l'hôpital pour soldats blessés de la Commission chrétienne des États-Unis (en) de Washington. Cependant, des passages de son journal disent que déjà quelques mois plus tôt la libération d'un certain John Reid avait provoqué son intention de quitter l'armée. Il y a donc une incertitude sur la raison réelle de sa désertion.
Mais ses camarades parlent en bien de son service militaire, et ce même après la découverte de son travestissement, la considérant comme un bon soldat : elle est décrite comme un soldat intrépide et actif dans tous les combats auxquels le régiment a fait face,.

## Après l'armée
En 1867, elle épouse 'Linnus. H. Seelye, un mécanicien canadien et ami d'enfance avec qui elle a trois enfants. Quelques années plus tard, elle mène une campagne visant à faire reconnaitre ses droits et à faire tomber la condamnation pour désertion. Elle obtient gain de cause et le gouvernement lui octroie une pension de guerre de 12 $ par mois, par une décision du Congrès du 3 juillet 1866,. En 1897, elle est la seule femme admise à la Grande Armée de la République, l'organisation des vétérans de l'Union de la guerre de Sécession. Mais Edmonds meurt l'année suivante à seulement 56 ans, dans la ville de La Porte au Texas. Elle est enterrée au cimetière Washington de Houston.

## Mémoires d'Edmonds
En 1864, l'éditeur de Boston DeWolfe, Fiske, & Co. publie les mémoires militaires d'Edmonds sous le titre The Female Spy of the union Army. Un an plus tard, son histoire est reprise par l'éditeur W. S. Williams à Hartford dans le Connecticut avec un nouveau titre, Nurse and Spy in the Union Army. Le livre connait un grand succès avec 75 000 exemplaires vendus ; les bénéfices des ventes sont reversés à la Christian and Sanitary Commissions.

## Postérité
Un certain nombre de récits fictifs de sa vie ont été écrits pour les jeunes adultes au cours du XXe siècle, comme Girl in Blue d'Ann Rinaldi (en).
Elle est inscrite au Panthéon des femmes du Michigan en 1992.
Le livre d'Edmonds a été réédité en 1999 avec un nouveau titre, Memoirs of a Soldier, Nurse and Spy.
L'Étrange Soldat Franklin, 61e tome de la bande dessinée « Les Tuniques bleues », se base sur sa vie.

## Publications
- (en) The Female Spy of the Union Army, Boston, DeWolfe, Fiske, & Co., 1864.
- (en) Nurse and Spy in the Union Army: Comprising the Adventures and Experiences of a Woman in Hospitals, Camps, and Battle-Fields, Hartford, W.S. Williams, 1865.
- (en) Soldier, Nurse And Spy in the Union Army, Meadow Books, 2006 (ISBN 9781846850417).